# Siegelsumer Kirche

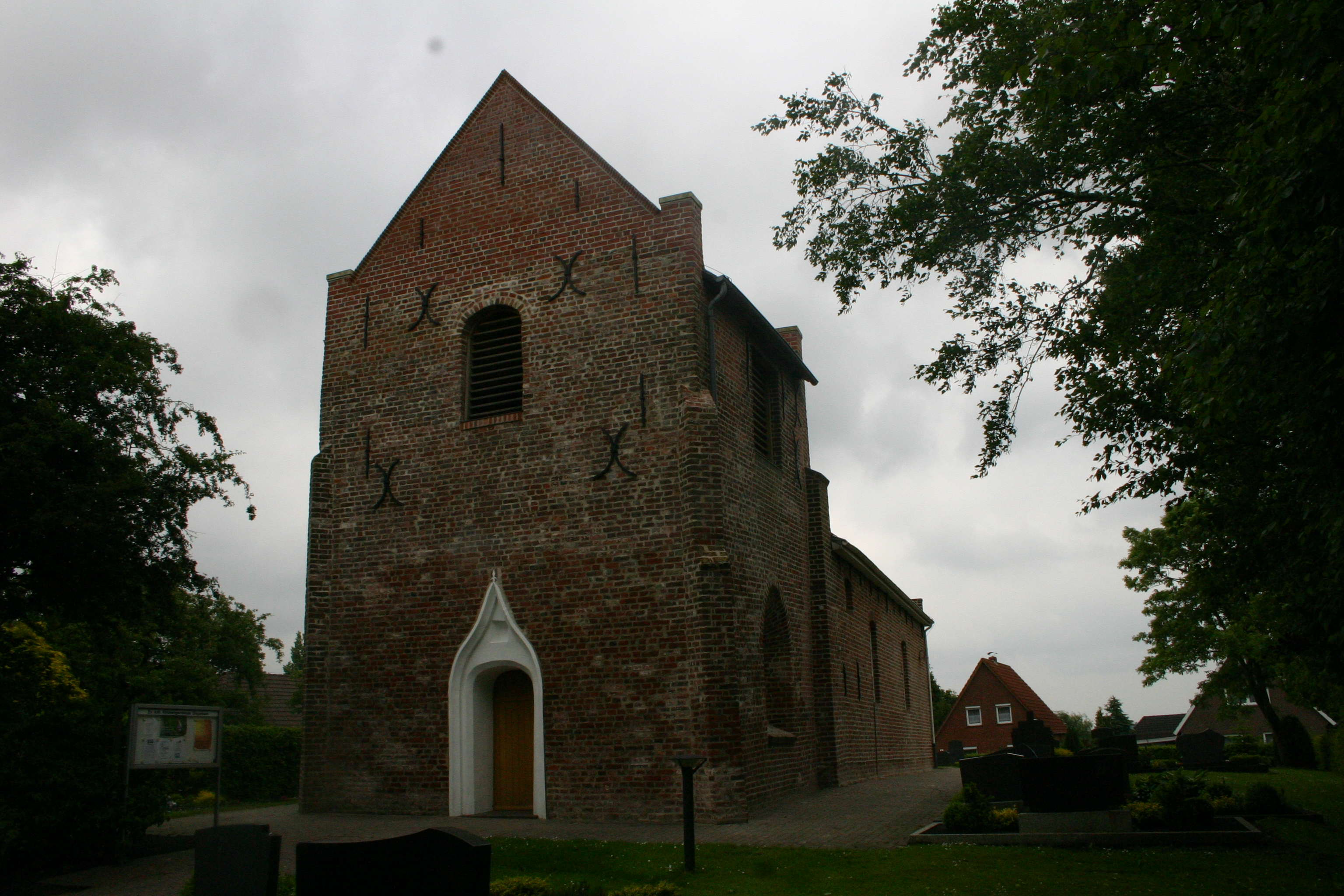
Lutherische Kirche

Die evangelisch-lutherische Siegelsumer Kirche liegt im ostfriesischen Ort Siegelsum (Samtgemeinde Brookmerland) und wurde im Jahr 1822 errichtet.

## Geschichte
An die im 13. Jahrhundert errichtete Vorgängerkirche wurde im 15. Jahrhundert ein Westturm angebaut. Nachdem das Kirchengebäude im Dreißigjährigen Krieg stark gelitten hatte, wurde es zunehmend baufälliger und schließlich im Jahr 1819 auf Grund schwerer Bauschäden abgebrochen. Im Jahre 1822 wurde die Kirche durch eine neue ersetzt. Die alten Backsteine konnten teilweise wiederverwendet werden. Die Wiedererrichtung geschah gegen den Willen der Landeskirche. Die Siegelsumer verpfändeten ihr Eigentum und erwirkten auf diese Weise die Baugenehmigung.
Bis 1919 unterhielt die Kirchengemeinde einen eigenen Pastor und seit 1964 ist die Kirchengemeinde mit der Gemeinde Rechtsupweg pfarramtlich verbunden. Die Siegelsumer Kirchengemeinde umfasst heute 190 Mitglieder und ist damit eine der kleinsten selbstständigen Gemeinden in der Landeskirche Hannover. In den Jahren 1973 bis 1975 erfolgte eine grundlegende Renovierung des Gebäudes.

## Baubeschreibung
Die Kirche wurde 1822 als schlichter Saalbau errichtet. Während die alte Kirche einen Grundriss von 35,5 m × 12,2 m aufwies, beträgt dieser bei der heutigen Kirche nur noch 16,10 m × 8,15 m.
Der mächtige Westturm mit Satteldach, Spitzbogenfenstern und Strebepfeilern aus dem 15. Jahrhundert wurde beibehalten. Er dient als Glockenstuhl und zudem als Eingangsportal. Sein Grundriss beträgt 6 m × 7,3 m bei einer Höhe von etwa 12 m. Das Kielbogenportal mit Laibung ist für die Spätgotik kennzeichnend. Die große Glocke datiert von 1633, die kleinere wurde 1997 gegossen.
Die Langseiten werden durch einen Pilaster in zwei Felder gegliedert, in die jeweils ein kleines Fenster eingearbeitet ist. An der Ostseite sind zwei kleine spitzbogige Fenster mit Laibung angebracht, im Ostgiebel zwei weitere sehr kleine rechteckige Fenster. Das Kirchengebäude wird durch ein Satteldach abgeschlossen.

## Ausstattung

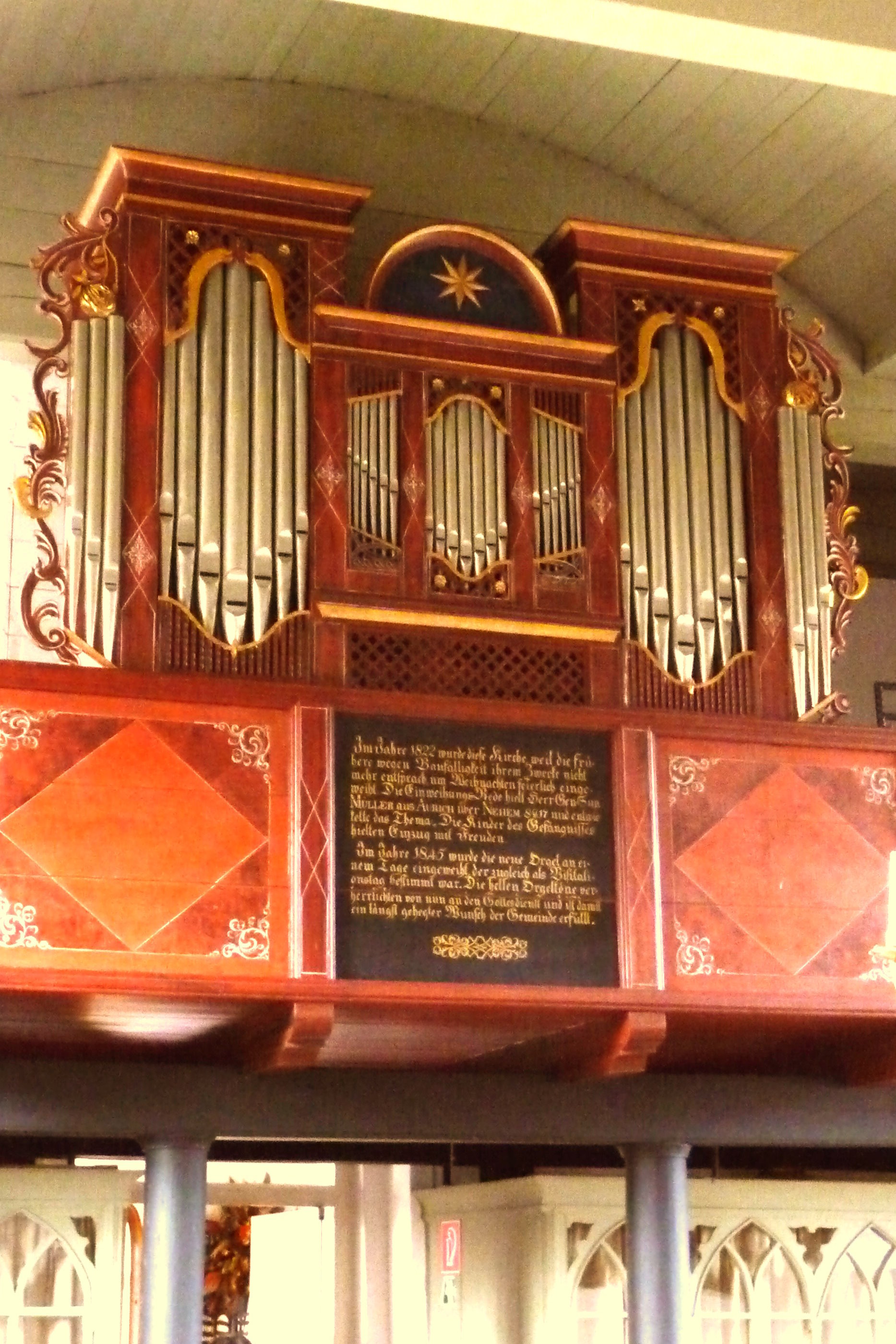
Rohlfs-Orgel von 1845

Die alte Kirche besaß ein bleiernes Taufbecken aus dem Jahr 1317, das um 1830 an einen Händler aus Emden zum Einschmelzen verkauft wurde. Die heutige Taufe ist aus einem Sandsteinblock und Eichenholz gefertigt. Der schwere Aufsatz kann mittels einer Seilvorrichtung angehoben werden.
Aus der alten Kirche wurde die Kanzel übernommen, die von 1613 datiert und im Stil der Renaissance gestaltet ist. Zwischen den Ecksäulen werden auf den Feldern die vier Evangelisten mit ihren Symbolen dargestellt. Engelsköpfe unten  sowie drei Gemälde aus dem ausgehenden 18. Jahrhundert, die eine Abendmahlsszene, die Kreuzigung und Auferstehung Christi zeigen. Zu den Vasa Sacra gehört ein Abendmahlskelch aus dem Jahr 1668. Der Bildhauer Ockels aus Leer schuf im Jahr 1887/88 den Altar, auf dem die Kreuzigungsszene dargestellt wird. Flankiert wird er durch zwei hölzerne Statuetten der Apostel Petrus und Paulus.
Der hannoversche König Georg stiftete im Jahr 1845 eine Orgel, nachdem ihn der Kirchenverwalter J.H. Kirchhoff auf Norderney um die Beschaffung einer neuen Orgel gebeten hatte. Er wird in einer Inschrift auf der zierlich bemalten Westempore als Hauptstifter namentlich genannt. Arnold Rohlfs baute die kleine Brüstungsorgel, die über sechs Register verfügt und weitgehend erhalten ist. Nach 1929 durchgeführten Veränderungen wurde sie 1977–1980 von Alfred Führer restauriert. Das seitenspielige Werk wird an den Seiten mit geschnitztem Rankenwerk verziert, in dem drei eingearbeitete Attrappenpfeifen den Prospekt größer erscheinen lassen. Zwei größere Pfeifenfelder umgeben ein dreiteiliges kleineres Mittelfeld, das von einem Halbkreis mit Zimbelstern bekrönt wird.